# Dècada del 750 aC

## Esdeveniments
- 21 d'abril del 753, Roma: Ròmul i Rem funden la ciutat i instauren el Regne de Roma. La data és tradicionalment usada per la datació dels períodes del regne i republicans, vegeu Ab urbe condita).